# Manuel Sertório
Manuel Sertório de Carvalho Marques da Silva (Lisboa, 1926 - 1985) foi um advogado, jornalista, político e destacado dirigente da resistência antifascista português.

## Biografia
Nascido em Lisboa, foi nesta cidade que se licenciou em Direito na Faculdade de Direito da Universidade de Lisboa e onde iniciou a carreira de Advogado.
Desde a sua juventude foi animador de várias organizações de luta pelo Socialismo, as quais não chegaram a alcançar influência nem a ter continuidade. Defendeu vários presos políticos no Tribunal Plenário e tornou-se, entretanto, com Luís da Câmara Reis, uma das figuras centrais da revista Seara Nova.
Exerceu considerável influência no processo conducente à campanha eleitoral de Humberto Delgado, nas Eleições presidenciais portuguesas de 1958. Aliado quase permanente que era do Partido Comunista Português, empenhou-se a princípio na candidatura de Arlindo Vicente. Mas rapidamente se apercebeu de que a campanha de Humberto Delgado se estava a tornar um factor potencial de derrubamento do Salazarismo. A tomada de posição pública de Manuel Sertório contribuiu de forma relevante para a viragem que, em pouco tempo, havia de levar à desistência de Arlindo Vicente em favor de Humberto Delgado e à unificação das oposições.
Consumada a 8 de Junho de 1958 a fraude eleitoral Salazarista, iniciou-se uma vaga de repressão que forçou ao exílio numerosas personalidades oposicionistas. Manuel Sertório refugiou-se em São Paulo, no Brasil, no ano seguinte, onde viveu até 1965. Data desse tempo a sua acidentada colaboração com Humberto Delgado, que aí também se havia exilado em 1959, com quem chegou a estar de relações cortadas devido a profundas divergências políticas mas de quem foi, noutras ocasiões, o mais respeitado mentor. Acompanhou o General a Praga pouco antes do assassínio deste pela PIDE a 13 de Fevereiro de 1965, para uma reunião de ambos com Álvaro Cunhal, destinada a restabelecer uma colaboração do Delgadismo com o PCP.
Sob o título "Humberto Delgado 70 Cartas Inéditas", publicaria mais tarde a copiosa correspondência que nesses anos trocou com o General Sem Medo e um balanço crítico da sua própria orientação.
Entretanto, começava a Guerra de Libertação nas Colónias, e Manuel Sertório passava a ser, na oposição metropolitana, exilada ou não, um símbolo da solidariedade para com os povos africanos. Em atenção a esse prestígio de anticolonialista, esteve como convidado português na Conferência de Nova Deli e Bombaim, em Outubro de 1961.
O Golpe de Estado no Brasil em 1964, a 31 de Março, que instaurou um Regime Militar no Brasil, levou-o a fixar-se na recém-independente Argélia de Ahmed Ben Bella, que proporcionava as melhores condições para a colaboração das várias correntes antifascistas entre si e com os Movimentos de Libertação das Colónias portuguesas. Aí viveu o Golpe de Estado de 1965 de Houari Boumédiène e à invasão da Checoslováquia a 21 de Agosto de 1968, que acabou de afastá-lo do PCP. Depois dessa ruptura, viria a ser duramente atacado em escritos polémicos de Álvaro Cunhal.
Com o 25 de Abril de 1974 regressou a Lisboa, tendo recusado diversos cargos públicos que Ihe oferecia o novo regime e mantido, durante vários anos, uma colaboração informal com as organizações da área do Trotskismo. Publicista fértil, colaborou, entre outros, no Estado de São Paulo, Portugal Democrático (fase do exílio brasileiro); Afrique-Asie, Revolution Africaine, Rádio Portugal Livre (fase do exílio argelino), Diário Popular; República, O Jornal, Combate Operário, Combate Socialista, Militante Socialista (após o regresso). Na última fase foi um dos animadores da revista de investigação Estudos do Comunismo e da revista política Versus.
O seu espólio encontra-se no Centro de Documentação 25 de Abril, da Universidade de Coimbra.